# José Ramón Loayza (província)
José Ramón Loayza ou Loayza é uma província da Bolívia localizada no departamento de La Paz, sua capital é a cidade de Luribay.